# 基奥普里斯-维斯科内
基奥普里斯-维斯科内（義大利語：Chiopris-Viscone），是意大利乌迪内省的一个市镇。总面积9平方公里，人口655人，人口密度72.8人/平方公里（2009年）。ISTAT代码为030024。